# Dark Shadows (comics)
Pour les articles homonymes, voir Dark Shadows.
Dark Shadows est une adaptation sous forme de comics de la série télévisée Dark Shadows.

## Description
À l’origine Dark Shadows est un soap opera quotidien de la TV américaine (1966-1971) dont l’originalité est de se situer dans un contexte de monstres (fantômes, momies, zombies, etc.) et dont le personnage emblématique, Barnabas Collins, est un vampire. Fidèle à son habitude, Western Publishing acheta les droits pour une adaptation en comics.

## Les années Gold Key (1969-1976)
Ce feuilleton reprenait un thème déjà abordé par la TV américaine avec La Famille Addams et Les Monstres toutes deux axées sur la comédie.
Dark Shadows, au ton plus noir, a du mal à décoller jusqu’à l’introduction du personnage de Barnabas Collins lors de l’épisode 211. Le succès est cette fois au rendez-vous et Western Publishing acquiert les droits pour Gold Key.
Le premier numéro est daté de mars 1969 et le suivant ne parait que cinq mois plus tard avant de prendre un rythme trimestriel puis bimestriel à compter du numéro 12 (février 1972).
Chaque numéro est composé d’une histoire unique, souvent scindée en deux parties, et faisant le plus souvent 25 ou 26 planches, un peu moins sur les derniers numéros.
Don Arneson au scénario et Joe Certa, dessins, travaillent ensemble sur la série jusqu’au numéro 19 inclus (avril 1973), à l’exception du numéro 11 (novembre 1971) où Jack Sparling officie aux dessins et du numéro 18 (février 1973) où John Warner succède momentanément à Don Arneson.
À compter du numéro 20 si Joe Certa reste aux crayons, les scénaristes se succèdent : John Warner déjà cité, Gerry Boudreau et Arnold Drake.
Un numéro spécial, Dark Shadows Story Digest Magazine, sort en juin 1970. Bien que portant le numéro 1, il sera le seul en son genre. Le mot de Digest est en fait impropre puisque l’histoire intitulée Interrupted Voyage fait 141 planches issues de la collaboration Arneson/Certa.
Du numéro 8 (février 1971) au numéro 30 (février 1975) les couvertures, souvent magnifiques, sont dues à George Wilson,, (1921-1999) qui était en quelque sorte « l’affichiste en chef » de Gold Key puisqu’il illustra les couvertures de très nombreuses revues du groupe.
Hermes Press a commencé en 2010 la réédition de ces différents numéros sous formes d’albums reliés. Les trois numéros sous le titre Dark Shadows parus chez Farrell à partir de 1957 n’ont évidemment rien à voir avec la série télévisée.

## Les années Innovation (1992-1993)
En 1991, NBC eût l’idée de faire renaître la série. L’affaire se présentait plutôt bien avec un premier épisode avec 25 % de part de marché mais la Guerre du Golfe amena de multiples changements d’horaires et reprogrammations. Il n’y eût donc pas de deuxième saison.
L’éditeur de comics, Innovation (1989-1994) reprit les droits d’adaptation et lança une première revue en 1992. Cette mini-série de quatre numéros (juin 1992 à novembre 1992 et le numéro final au printemps 1993) était signée David Campiti et Scott Rockwell au scénario et E. Silas-Smith aux dessins et couvertures.
Ce Book One de 96 planches fut suivi d’un Book Two, (1993), toujours de 96 planches, mais imaginé par Maggie Thompson et mis en planches par José Pimentel.
Le premier numéro de Book Three fut publié en novembre 1993 mais ne connut jamais de deuxième, la société connaissant une déconfiture financière.

## Pomegranate Press (1996)
Du 14 mars 1971 au 11 mars 1972, l’agence Newspaper Enterprise Association syndiqua un strip quotidien auprès de différents journaux dont le Los Angeles Times ou le New York Daily Mail. Ken Bald, sous le pseudo de K. Bruce en était le dessinateur tandis qu’Elliot Caplin supervisait les scénarios. Ces histoires firent l’objet d’une publication chez Pomegranate Press.
- Lucas Penrose Bell (19 pages)
- Isis and Osiris (16 pages)
- Werewolf (18 pages)
- Mr. Sinestra (16 pages)
- The Cat Cult (16 pages)
- The Unborn (19 pages)

Il est à noter que cet éditeur continue de proposer de nombreux volumes sur de multiples aspects de Dark Shadows (film, almanach, séries TV, etc.).

## Les années Dynamite (2011-2013)
L’adaptation de la série pour une nouvelle version cinématographique, confié cette fois à Tim Burton, incita Dynamite à reprendre les droits en comics. La série sera mensuelle et durera 23 numéros, à compter du mois de novembre 2011. Ce comics se situe chronologiquement à la suite de la première série TV à la différence près que Barnabas est toujours frappé de malédiction.
Les quatre premiers numéros sont dus à Aaron Campbell (dessins) et Stuart Manning (scénario). Il est remplacé jusqu’à la fin par Mike Raicht tandis que Guiu Vilanova sera aux pinceaux pour les numéros 5-7, 9 et 11 et Nacho Tenorio sur tous les autres numéros.
Tous ces épisodes font 22 planches à part celui du numéro 18 qui en fait 20.
Alors que cette série est toujours en publication, Dynamite met en chantier Dark Shadows Year One. Il s’agit d’une adaptation plus ou moins fidèle, et plutôt moins que plus, de la série TV de 1966. C’est Mark Andreyko qui était chargé de cette adaptation tandis que Guiu Vilanova s’attelait aux dessins.
Entre-temps Dynamite avait lancé un cross-over de cinq numéros avec Vampirellahttp://www.comics.org/series/71210/. Mark Andreyko assurait les histoires tandis que Patrick Berkenkotter (#1-2) et le Péruvien Jose Malaga (#3-5) se chargeaient de la partie artistique.